# Alpha monocérotides
Les Alpha monocérotides (acronyme international : AMO) sont une pluie d'étoiles filantes active en novembre. Sa période d'activité s'étend du 15 novembre au 25 novembre et son maximum se produit le 21 novembre. Son radiant est localisé entre les constellations du Petit Chien et de la Licorne, non loin de la brillante Procyon. Son corps parent, probablement une comète à longue période, est inconnu. Il pourrait possiblement s'agir de la comète de van Gent-Peltier-Daimaca (1943 W1). Elle ne doit pas être confondue avec les Monocérotides, qui sont actives en décembre.
La vitesse des météores des Alpha monoérotides est d'environ 65 km/s. Normalement son taux horaire zénithal (ZHR) est assez bas, d'environ 5, mais occasionnellement elle peut produire des pluies de météores intenses dont la durée est moins d'une heure. De tels sursauts se sont produits en 1925, 1935, 1985 et en 1995. Les sursauts de 1925 et de 1935 ont produit un ZHR de plus de 1 000.

## Sursaut de 1995

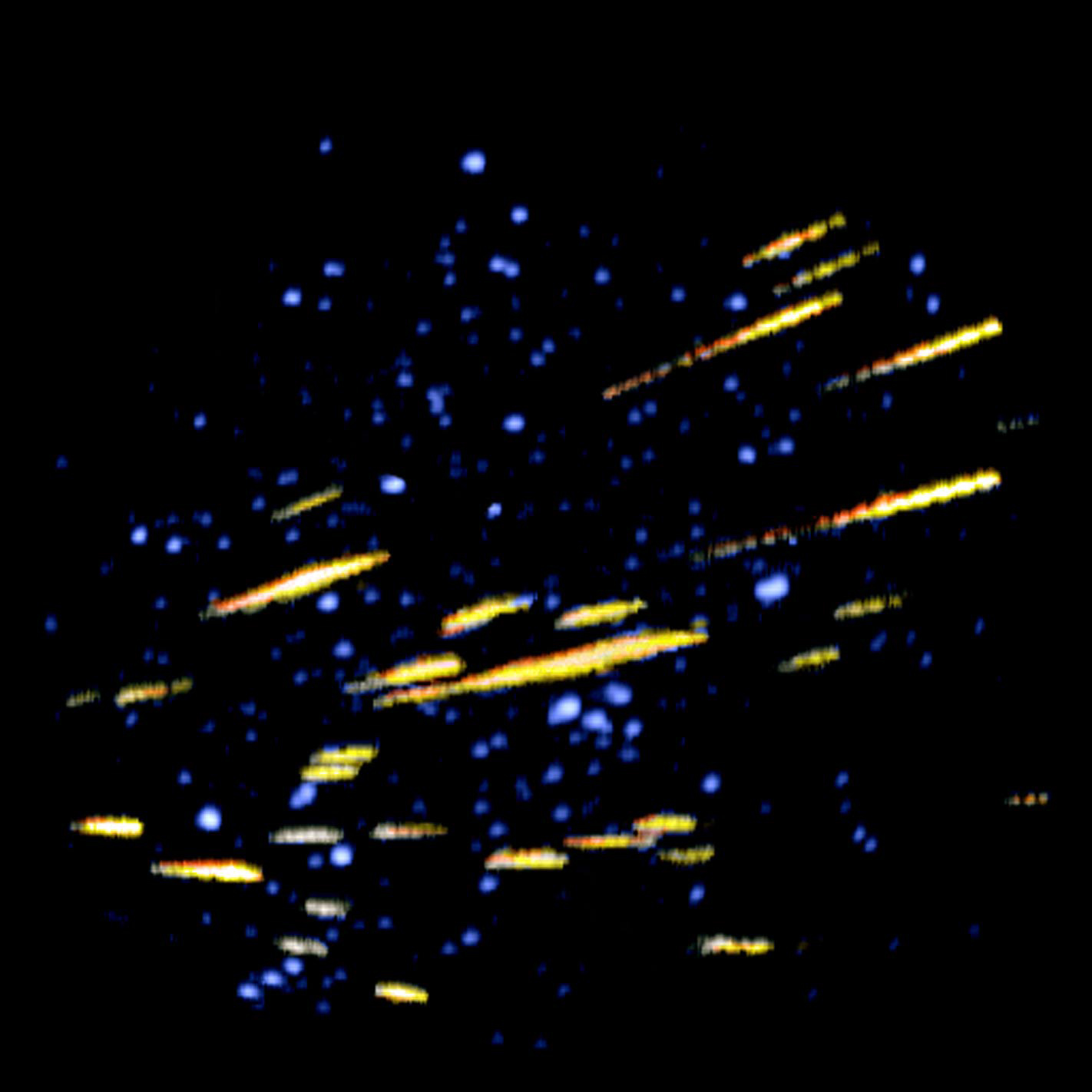
Image de l'explosion de météore Alpha-Monocerotid en 1995.

Peter Jenniskens a prédit le sursaut d'activité de 1995 en se basant sur l'hypothèse que ces sursauts étaient liés une traînée de poussières laissée par une comète à longue période qui croise occasionnellement l'orbite de la Terre. Grâce à des observations menées depuis le sud de l'Espagne, Jenniskens, assisté par une équipe d'observateurs de la Dutch Meteor Society a confirmé que les météoroïdes se déplaçaient au sein de l'orbite d'une comète à longue période. De plus, le sursaut de 1995 a permis aux chercheurs de déterminer la position exacte du radiant et la longitude solaire de son pic d'activité, et de confirmer que les sursauts des Alpha monocérotides duraient moins d'une heure. 

## Sursaut de 2019
En 2019, Jenniskens et Esko Lyytinen ont prédit un sursaut d'activité des Alpha monocérotides, devant culminer autour de 4 h 50 UTC le 22 novembre 2019 (soit à 5 h 50 heure CET) et durer quelques dizaines de minutes,. Jusqu'à plusieurs centaines d'étoiles filantes auraient ainsi pu être observées. Le sursaut s'est bien produit, mais il semblerait qu'il fut moindre qu'attendu.